# بری گوردی
بری گوردی جونیور (به انگلیسی: Berry Gordy, Jr.‎) (۲۸ نوامبر ۱۹۲۹)؛ تهیه‌کننده موسیقی، ترانه‌سرا، استعدادیاب و مؤسس شرکت معروف نشر آثار موسیقی به نام موتاون رکوردز است. رِدفو و اِسکای بلو (اعضای گروه ال‌ام‌اف‌ای‌او) به ترتیب پسر و نوهٔ بری گوردی هستند.